# Тандай
Танда́й (каз. Таңдай) — село у складі Махамбетського району Атирауської області Казахстану. Адміністративний центр Баксайського сільського округу.
Населення — 1943 особи (2021; 1913 у 2009, 2086 у 1999, 1789 у 1989).